# Mont Kazbek
Le mont Kazbek (en géorgien : ყაზბეგი) est un sommet et volcan endormi culminant à 5 047 mètres d'altitude en Géorgie, près de la frontière avec la Russie. C'est la cinquième plus haute montagne du Caucase et la deuxième de Géorgie après le mont Chkhara. Il est couvert de glaciers et son ascension ne présente que des difficultés moyennes. Il a été gravi pour la première fois le 1er juillet 1868 par Douglas William Freshfield, Adolphus Warburton Moore et Charles Comyns Tucker.

## Toponymie
Le Kazbek tient son nom du village géorgien de Kazbegui, à l'est du sommet, rebaptisé Stephantsminda depuis 2006. Le village avait lui-même été nommé d'après le prince et poète du XIXe siècle Alexandre Kazbegui. L'appellation géorgienne de la montagne est Mkinvartsveri, qui signifie « glacier » ou « montagne de glace », et celle en ossète est Urskhokh, la « montagne blanche », du fait de sa couverture neigeuse. Les Nakhs l'appellent Bashlam,, c'est-à-dire le « mont fondu » en tchétchène.

## Géographie

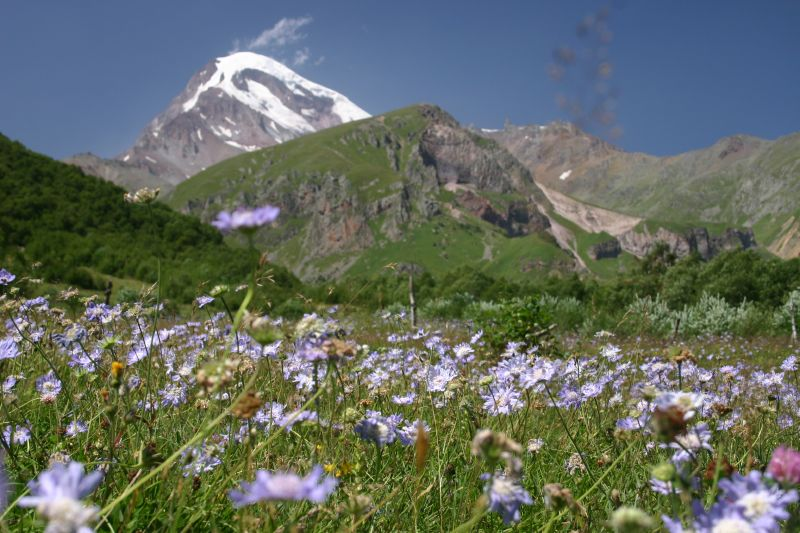
Vue de la végétation dans les environs du Kazbek, en arrière-plan.

Le Kazbek se situe dans le Nord de la Géorgie, très près de la frontière russe, et de la république d'Ossétie-du-Nord-Alanie, dans la chaîne de Khokh (en), un massif du Nord du Grand Caucase parcouru par les gorges de l'Ardon et du Terek. Le sommet s'élève au bord de la faille de Bordjomi-Kazbegui, qui est dans le prolongement de la faille anatolienne. La région est hautement sismique. Un complexe géothermique, avec la présence de sources chaudes, entoure la montagne. Le Kazbek est un volcan endormi, potentiellement actif, constitué de trachyte et recouvert de coulées de lave d'andésite et de dacite datées de 6 000 ans. Il a la forme d'un double cône dont la base se trouve à 1 770 mètres d'altitude et le plus haut culmine à 5 047 mètres, ce qui en fait le plus élevé du groupe volcanique de Kazbegui, qui comprend également le mont Khabarjina (3 142 m), le deuxième plus haut de Géorgie et le cinquième du Caucase. La Route militaire géorgienne passe sur le versant oriental et franchit le col de Darial (1 447 m).
En raison de la forte inclinaison des versants, les glaciers du Kazbek sont peu larges. Leur superficie totale représente 135 km2. Le plus connu est le Dyevdorak, ou Devdaraki, qui s'épanche sur le versant nord-est dans la combe du même nom jusqu'à 2 295 mètres d'altitude. Les autres glaciers sont le Mna, le Denkara, le Gergeti (en), l'Abano et le Chata.
La montagne est entourée de forêts de hêtres et recouverte de prairies alpines et subalpines. De nombreuses plantes et plusieurs espèces animales sont endémiques de la région du Caucase.

## Histoire
La dernière éruption volcanique s'est produite vers le VIIIe siècle av. J.-C. L'effondrement en 2002 du glacier de Kolka, situé dans une vallée entre le Djimara et le Kazbek, est attribué à une activité fumerollique au pied de la face nord.
L'un des tout premiers explorateurs du Caucase, Friedrich Parrot, entreprend en 1811 la première tentative d'ascension connue du mont Kazbek. Celui-ci est gravi pour la première fois le 1er juillet 1868 par les Britanniques Douglas William Freshfield, Adolphus Warburton Moore et Charles Comyns Tucker de l'Alpine Club de Londres. Partis la veille, ils sont accompagnés du guide chamoniard François Devouassoud et d'un ou deux chasseurs locaux. La première femme à atteindre le sommet est l'alpiniste russe Maria Preobrajenskaïa en 1900 ; elle réédite par la suite son exploit à huit reprises et construit même un observatoire météorologique.

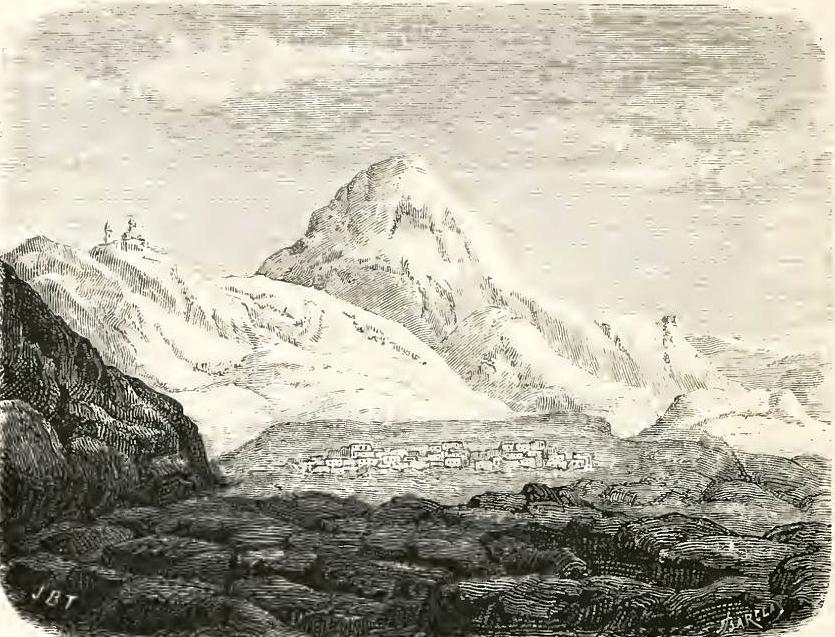
Esquisse représentant le Kazbek (1876).
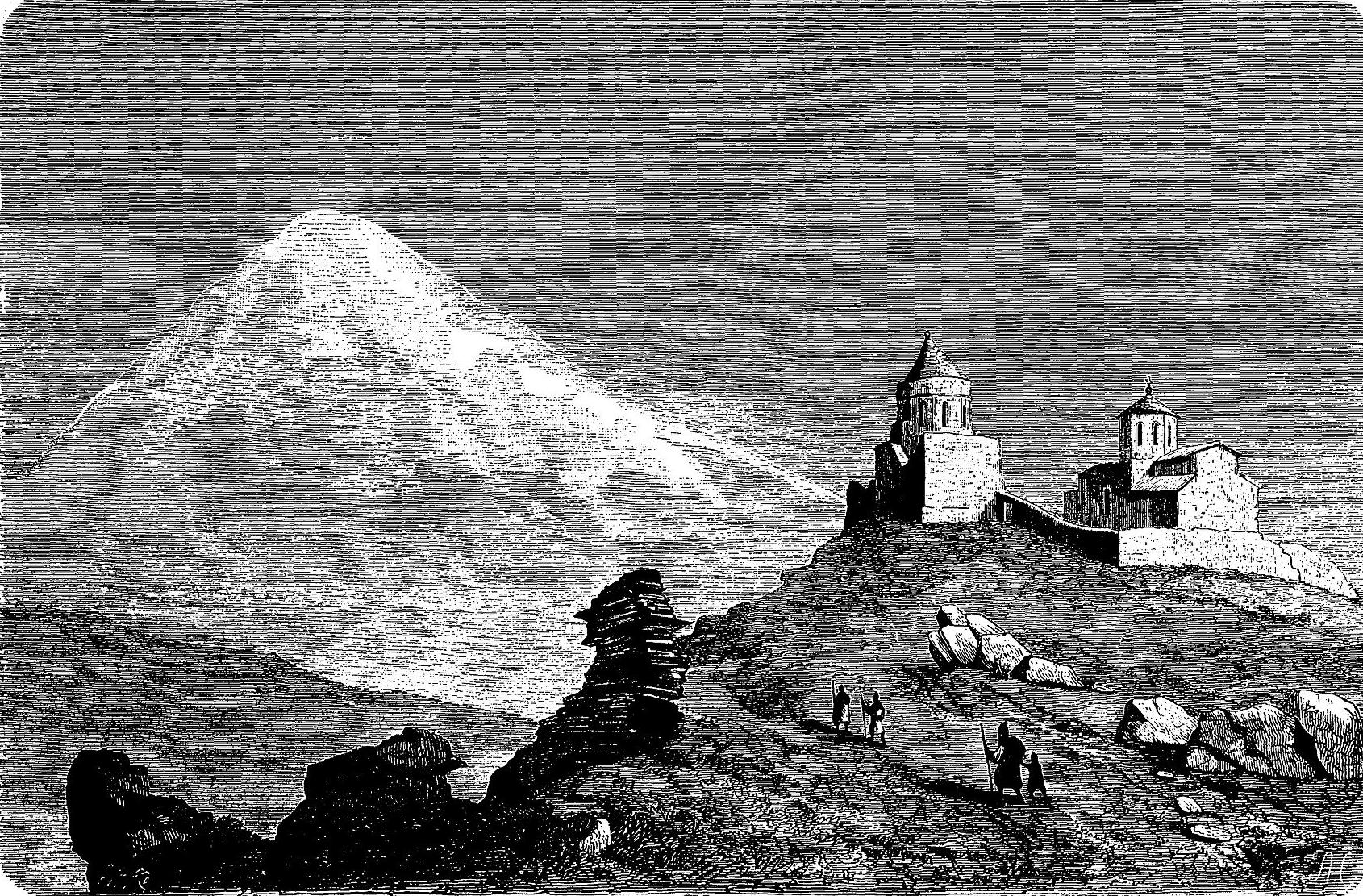
Gravure représentant l'église de la Trinité de Guerguétie avec, au fond, le mont Kazbek (1884).

## Activités

### Ascension
À partir de la Géorgie, le point de départ de l'ascension est la petite ville de Stephantsminda, à environ 150 km de Tbilissi, la capitale. Depuis Stephantsminda, en deux jours de marche par le col de Sabertse à 3 150 mètres d'altitude et le glacier de Gergeti, un refuge à 3 700 mètres d'altitude est atteint. De là, une longue montée sur neige et glace sur le versant méridional permet d'accéder au sommet.

### Protection environnementale
Le mont Kazbek et ses environs sont classés au sein d'une réserve naturelle depuis 1979.

## Culture populaire
Le mont Kazbek est associé dans le folklore géorgien à Amirani, l'équivalent local de Prométhée, Titan enchaîné sur la montagne pour avoir volé le feu au dieux et l'avoir donné aux mortels. L'emplacement supposé de cet emprisonnement, une grotte vers 4 000 mètres d'altitude appelée Betlemi (Bethléem), est devenu le site d'un ermitage de l'Église orthodoxe apostolique de Géorgie. Selon la légende, cette grotte a abrité de nombreuses reliques sacrées, notamment la tente d'Abraham et la crèche de l'enfant Jésus.